# Чемпіонат Європи з футболу 2012 (склади команд)/Росія
Склад збірної Росії на чемпіонаті Європи 2012
| №               | Гравець                           | Клуб (у 2012)        | Дата народження   | Вік      | Ігор                  | Голів                 |                       |
| Воротарі        | Воротарі                          | Воротарі             | Воротарі          | Воротарі | Воротарі              | Воротарі              | Воротарі              |
| --------------- | --------------------------------- | -------------------- | ----------------- | -------- | --------------------- | --------------------- | --------------------- |
| 1               | Акінфєєв Ігор Володимирович       | ЦСКА (Москва)        | 8 квітня 1986     | 26       | 52                    | 0                     |                       |
| 13              | Шунін Антон Володимирович         | «Динамо» (Москва)    | 27 січня 1987     | 25       | 2                     | 0                     |                       |
| 16              | Малафєєв В'ячеслав Олександрович  | «Зеніт»              | 4 березня 1979    | 33       | 25                    | 0                     |                       |
| Захисники       |                                   |                      |                   |          |                       |                       |                       |
| 2               | Анюков Олександр Геннадійович     | «Зеніт»              | 28 вересня 1982   | 29       | 65                    | 1                     |                       |
| 3               | Шаронов Роман Сергійович          | «Рубін»              | 8 вересня 1976    | 35       | 8                     | 0                     |                       |
| 4               | Ігнашевич Сергій Миколайович      | ЦСКА (Москва)        | 14 липня 1979     | 32       | 75                    | 5                     |                       |
| 5               | Жирков Юрій Валентинович          | «Анжи»               | 20 серпня 1983    | 28       | 52                    | 0                     |                       |
| 12              | Березуцький Олексій Володимирович | ЦСКА (Москва)        | 20 червня 1982    | 29       | 48                    | 0                     |                       |
| 19              | Гранат Володимир Васильович       | «Динамо» (Москва)    | 22 травня 1987    | 25       | 0                     | 0                     |                       |
| 21              | Набабкін Кирило Анатолійович      | ЦСКА (Москва)        | 8 вересня 1986    | 25       | 1                     | 0                     |                       |
| Півзахисники    |                                   |                      |                   |          |                       |                       |                       |
| 6               | Широков Роман Миколайович         | «Зеніт»              | 6 липня 1981      | 30       | 22                    | 6                     |                       |
| 7               | Денисов Ігор Володимирович        | «Зеніт»              | 17 травня 1984    | 28       | 26                    | 0                     |                       |
| 8               | Зирянов Костянтин Георгійович     | «Зеніт»              | 5 жовтня 1977     | 34       | 50                    | 7                     |                       |
| 9               | Ізмайлов Марат Наїльович          | «Спортінг»           | 21 вересня 1982   | 29       | 33                    | 2                     |                       |
| 15              | Комбаров Дмитро Володимирович     | «Спартак» (Москва)   | 22 січня 1987     | 25       | 4                     | 0                     |                       |
| 17              | Дзагоєв Алан Елізбарович          | ЦСКА (Москва)        | 17 червня 1990    | 21       | 20                    | 4                     |                       |
| 18              | Кокорін Олександр Олександрович   | «Динамо» (Москва)    | 19 березня 1991   | 21       | 5                     | 0                     |                       |
| 22              | Глушаков Денис Борисович          | «Локомотив» (Москва) | 27 січня 1987     | 25       | 9                     | 1                     |                       |
| 23              | Сємшов Ігор Петрович              | «Динамо» (Москва)    | 6 квітня 1978     | 34       | 47                    | 3                     |                       |
| Нападники       |                                   |                      |                   |          |                       |                       |                       |
| 10              | Аршавін Андрій Сергійович         | «Арсенал» (Лондон)   | 29 травня 1981    | 31       | 71                    | 17                    |                       |
| 11              | Кержаков Олександр Анатолійович   | «Зеніт»              | 27 листопада 1982 | 29       | 61                    | 19                    |                       |
| 14              | Павлюченко Роман Анатолійович     | «Локомотив» (Москва) | 15 грудня 1981    | 30       | 47                    | 20                    |                       |
| 20              | Погребняк Павло Вікторович        | «Фулгем»             | 8 листопада 1983  | 28       | 32                    | 8                     |                       |
| Головний тренер |                                   |                      |                   |          |                       |                       |                       |
| Нідерланди      | Дік Адвокат                       |                      | 27 вересня 1947   | 64       | Середній вік гравців: | Середній вік гравців: | Середній вік гравців: |
|                 |                                   |                      |                   |          |                       |                       |                       |

| Гравців національного чемпіонату: | Гравців національного чемпіонату:   | 20   |
|                                   | «Зеніт»                             | 6    |
|                                   | ЦСКА (Москва)                       | 5    |
|                                   | «Динамо» (Москва)                   | 4    |
|                                   | «Локомотив» (Москва)                | 2    |
|                                   | «Анжи», «Рубін», «Спартак» (Москва) | по 1 |
| Легіонерів:                       | Легіонерів:                         | 3    |
|                                   | Англія                              | 2    |
|                                   | Португалія                          | 1    |